# Vidal (Califòrnia)
Vidal és una petita població al sud-est de Califòrnia que pertany al comtat de San Bernardino. Té 47 habitants, amb una mitjana d'edat de 40,3 anys. Està situat a la carretera 95, que creua Estats Units des de Mèxic fins al Canadà, a uns 61 km de Blythe i 89 km de Needles.
Segons les cròniques, Wyatt Earp, el conegut marshall, va passar-hi els últims anys de la seva vida.
Cap als anys 60 va ser la seu d'una ordre esotèrica coneguda com a "Solar Lodge".
En l'actualitat, pràcticament tota l'activitat s'ha desplaçat a Vidal Junction, a 10 km, a l'encreuament amb la carretera 62 de Califòrnia.
Situat en ple desert de Sonora, les temperatures més extremes que s'hi han enregistrat són 127 °F (53 °C) el 1905 i 9 °F (-13 °C) el 1911.